# Юзефін (Білостоцький повіт)
Юзефін (пол. Józefin) — село в Польщі, у гміні Посвентне Білостоцького повіту Підляського воєводства.
Населення — 84 особи (2011).
У 1975-1998 роках село належало до Білостоцького воєводства.

## Демографія
Демографічна структура станом на 31 березня 2011 року:
|          | Загалом | Допрацездатний вік | Працездатний вік | Постпрацездатний вік |
| -------- | ------- | ------------------ | ---------------- | -------------------- |
| Чоловіки | 39      | 15                 | 21               | 3                    |
| Жінки    | 45      | 15                 | 24               | 6                    |
| Разом    | 84      | 30                 | 45               | 9                    |